# Mount King (Alexander-I.-Insel)
Mount King ist ein 1890 m hoher und hauptsächlich vereister Berg mit abgeflachtem Gipfel im Osten der Alexander-I.-Insel westlich der Antarktischen Halbinsel. Er ragt zwischen dem Sedgwick- und dem Tumble-Gletscher auf und ist über einen vereisten Bergkamm mit der westlich gelegenen Douglas Range verbunden.
Teilnehmer der British Graham Land Expedition (1934–1937) unter der Leitung des australischen Polarforschers John Rymill nahmen 1936 die ersten geodätischen Vermessungen vor. Eine weitere Vermessung erfolge 1948 durch den Falkland Islands Dependencies Survey. Dieser benannte den Berg nach dem britischen Geologen William Bernard Robinson King (1889–1963), der von 1933 bis 1955 an der University of Cambridge tätig war.